# Ріопар
Ріопар (ісп. Riópar) — муніципалітет в Іспанії, у складі автономної спільноти Кастилія-Ла-Манча, у провінції Альбасете. Населення — 1486 осіб (2010).
Муніципалітет розташований на відстані близько 240 км на південний схід від Мадрида, 75 км на південний захід від Альбасете.
На території муніципалітету розташовані такі населені пункти: (дані про населення за 2010 рік)
- Каса-де-ла-Ногера: 35 осіб
- Кортіхо-дель-Кура: 24 особи
- Ла-Дееса: 23 особи
- Ріопар: 1258 осіб
- Ель-Гольїсо: 15 осіб
- Ель-Ламінадор: 17 осіб
- Лугар-Нуево: 50 осіб
- Ель-Ногерон: 19 осіб
- Ріопар-В'єхо: 23 особи
- Умбрія-Ангуло: 16 осіб
- Ель-Вільяр: 6 осіб

## Демографія
Динаміка населення (INE ):

## Галерея зображень

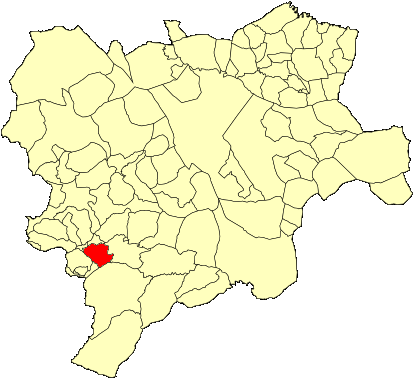
Розташування муніципалітету у провінції Альбасете
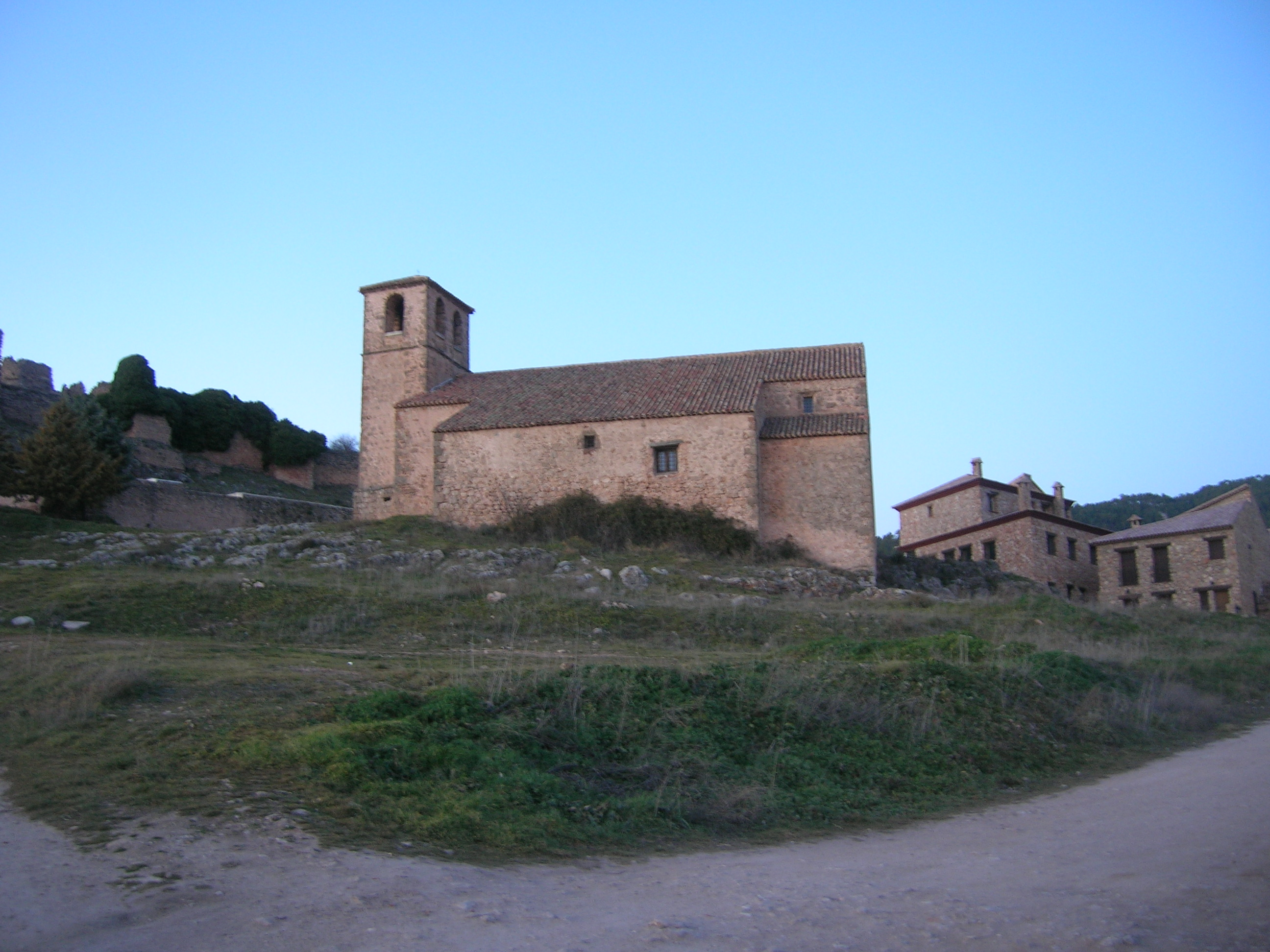
None